# Джеймс Скотт, 1-й герцог Монмут
Джеймс Скотт, герцог Монмут (англ. James Scott, Duke of Monmouth; 9 квітня 1649 — 15 липня 1685) — військовий та політичний діяч королівства Англії та Шотландії, здійснив спробу зайняти трон.

## Життєпис
Походив з династії Стюартів. Старший позашлюбний син Карла Стюарта від своєї коханки Люсі Волтер. Народився 1649 року в Роттердамі (Республіка Об'єднаних провінцій Нідерландів), де його батька перебував у вигнанні. Дитинство провів в Східамі. У березні 1658 року молодого Джеймса викрав один із королівських людей, відправив до Парижа й передав під опіку Вільяма Крофтса, 1-го барона Крофтса, прізвище якого він взяв. Навчався в школі в місті Фамії. 1660 року отримав прізвище Фіцрой (за давньою англійською королівською традицією).
Напочатку 1663 року переїхав до Англії, де у 1660 році його батько став королем. 14 лютого того ж року отримав титули герцога Монмута, графа Донкастера і барона Тайндейла, завдяки чому увійшов до палати лордів. 23 березня стає кавалером Ордену Підв'язки. 20 квітня оженився на доньці Френсіса Скотта, графа Баклю. Взяв прізвище дружини. Наступного після весілля дня разом з дружиною отримав титули герцога і герцогині Баклю, а також графа Далкейт, шотландські перства Вітчестера і Ексдейла.
1665 року поступив на флот, де брав участь у військових діях Другої англо-голландської війни під орудою стрийка Джеймса Стюарта, герцога Йорка. У червні 1666 року став капітаном старшої роти кінної гвардії. 6 вересня 1668 року він був призначений полковником кінної гвардії короля.
У квітні 1670 року придбав палац Мур-парк в Гартфордширі. 1672 року з початком Третьої англо-голландської війни, що відбувалася одночасно з франко-голландською війною, Джеймс Скотт на 6 тис. вояків прибув до Франції для допомоги королю Людовику XIV на суходолі. У квітні 1673 року він став лордом-лейтенантом Іст-Райдинга в Йоркширі та губернатором Кінгстон-апон-Халл. Уславився під час кампанії облоги Маастрихта в червні того ж року, здобувши репутацію одного з найкращих англійських командувачів.
У 1674 році Монмут став канцлером Кембриджського університету та лорд-констеблем. За розпорядженням короля Карла II тепер усі документи, що стосувалися військової справи спочатку спрямовувалися до герцога Монмута. Цього ж року було укладено Вестминстерський мир з Голландією. У березні 1677 року він також став лорд-лейтенантом Стаффордшира. Водночас за угодою приєднався до голландських військ, ставши тепер діяти проти Франції. Відзначився у битві при Сен-Дені проти французької армії.
1679 року повернувся до Лондона. Того ж року виступив на придушення повстання шотландських ковенантів, яким у червні спільно з Джоном Грехемом, віконтом Данді, завдав плоразки в битві біля мосту Ботвел в південнозахідній Шотландії. По поверненню опинився у вирі так званної Виключної кризи, викликаної противниками сильної королівської влади, що виступали проти оголошення спадкоємцем Джеймса, герцога Йорка. Водночас Монмут був доволі популярним серед протестанської аристократії. За цих обставин за наказом батька він вимушен був відмовитися від усіх посад й перебратися до Голландії.
1683 року після розкриття так званою Змови Рю-Хауза проти короля та його брата Якова вирішено, що Монмут був повідомлений про наміри змовників. З цього часу ставлення Якова Йоркського до небожа погіршилося.
Після смерті у 1685 році Карла II Джеймс Скотт з прибічниками в Лайм-Регіс у Дорсеті, опублікував «Декларацію про захист і відстоювання протестантської релігії та законів, прав і привілеїв Англії від нападу на них, а також про звільнення Королівства від узурпації та тиранії на ім'я Джеймс, герцог Йоркський». Прибічники Скотта оголосили його королем Яковом II. Виникла парадоксальна ситуація, колив Англії різні групи аристократів підтримували осіб з однаковим ім'ям — «Яків II Стюарт». В свою чергу вороги герцога Монмута оголосили його сином полковника Роберта Сідні (молодшого сина Роберта Сідні, графа Лестера). У 2012 році ДНК-тест нащадка Джеймса — Річарда Скотта, 10-го герцога Баклю, показав, що він має ту саму Y-хромосому, що й представники династії Стюартів. Це свідчення того, що Карл II дійсно був батьком герцога Монмута.
Доволі швидко виявилася, що похід Монмута є авантюрою, оскільки основні війська та знать залишилися вірними його стрийкові. У вирішальній битві 6 липня при Седжмурі королівське військо легко перемогло Джеймса Скотта. 8 липня 1685 року Монмут був схоплений поблизу Рінгвуда в Гемпширі. Невдовзі парламент прийняв закон про страту Монмута. Втім на аудієнцій останній благав помилувати його, пропонуючи прийняти католицтво. Страту здійснено на Тауер-Хілл. Був похований у церкві Святого Петра ад Вінкула в Тауері.

## Родина
1. Дружина — Анна, донька Френсіса Скотта, 2-го графа Баклю
Діти:
- Чарльз (1672—1673/1674), граф Донкастер
- Джеймс (1674—1705), граф Далкіт. Його нащадки сьогодні носять титул герцога Баклю
- Анна (1675—1685)
- Генріх (1676—1730), 1-й граф Делорейн
- Френсіс (1679)
- Шарлотта (1683 р)

2. Коханка — Елеонора, донькою Роберта Нідхема джентрі з Ламбету, члена палати громад
Діти (носили прізвище Крофтс):
- Джеймс (д/н—1732), генерал-майор армії
- Генрієтта (бл. 1682—1730), дружина Чарльза Повлетта, 2-го герцога Болтона
- Ізабель (померла молодою)